# Agencje, zdecentralizowane jednostki niezależne, jednostki korporacyjne i wspólne przedsięwzięcia Unii Europejskiej oraz Euroatomu
Agencje, zdecentralizowane jednostki niezależne, jednostki korporacyjne i wspólne przedsięwzięcia Unii Europejskiej oraz Euroatomu – specjalne zdecentralizowane jednostki organizacyjne Unii Europejskiej lub Euroatomu, zajmujące się wydzieloną określoną wąską dziedziną polityki UE, posiadające unijną osobowość prawną, ale niebędące samodzielnymi podmiotami prawa międzynarodowego w stosunkach z krajami trzecimi. Najczęściej pełnią one funkcje informacyjne czy techniczne.
Agencje, zdecentralizowane jednostki niezależne, jednostki korporacyjne i wspólne przedsięwzięcia Unii Europejskiej oraz Euroatomu odróżniać należy od:
- siedmiu instytucji Unii Europejskiej, w tym tych posiadających podmiotowość międzynarodową (EBC)
- innych organów i jednostek UE ustanowionych traktatami, zarówno będących podmiotami prawa międzynarodowego (jednostki grupy EBI, Europejski Mechanizm Stabilności, Europejski Instytut Uniwersytecki, Jednolity Sąd Patentowy), jak i nieposiadających podmiotowości międzynarodowej i osobowości prawnej (np. Europejski Rzecznik Praw Obywatelskich, organy doradcze UE: Komitet Regionów, Europejski Komitet Ekonomiczno-Społeczny)
- służb międzyinstytucjonalnych, nieposiadających osobowości prawnej (Urząd Publikacji Unii Europejskiej, Europejska Służba Działań Zewnętrznych, Europejski Urząd Doboru Kadr, Europejska Szkoła Administracji)
- organów UE ustanowionych aktem prawa wtórnego, nieposiadających osobowości prawnej (np. Europejski Inspektor Ochrony Danych)
- paneuropejskich form organizacyjno-prawnych nieuznawanych za wchodzące w skład UE lub Euroatomu, zarówno tych posiadających unijną osobowość prawną (ERIC, EUWT, Europartia, Eurofundacja, spółka europejska, spółdzielnia europejska), jak i nieposiadających jej (EZIG)

## Charakterystyka i funkcje
Tym, co odróżnia agencje, niezależne jednostki zdecentralizowane i wspólne przedsięwzięcia od podstawowych instytucji i organów UE oraz od organów i jednostek UE będących podmiotami prawa międzynarodowego, jest sposób ich powoływania, tj. na drodze aktu unijnego prawa wtórnego (zwykle rozporządzenia Parlamentu i Rady), a nie traktatu. Natomiast w odróżnieniu od innych unijnych organów i jednostek powoływanych aktem prawa wtórnego, agencje, niezależne jednostki zdecentralizowane i wspólne przedsięwzięcia posiadają osobowość prawną na poziomie unijnym, uznawaną w krajach członkowskich, a w niektórych przypadkach (np EDA, JET), również w krajach EOG, Szwajcarii, Serbii, Ukrainie i Zjednoczonym Królestwie.
Agencją kieruje Zarząd ustalający główne wytyczne i zatwierdzający program pracy.Członkami tego organu są zawsze przedstawiciele Państw Członkowskich i jeden lub kilku przedstawicieli Komisji. Liczebność zarządu waha się od szesnastu do siedemdziesięciu ośmiu członków.
Dyrektor wykonawczy, prawny przedstawiciel agencji, mianowany jest przez Zarząd lub przez Radę Ministrów.
Komitety techniczne lub naukowe – ciała doradcze, składające się ekspertów w danej dziedzinie, mają zadanie opiniodawcze i informacyjne.
Agencje finansowane są ze środków przewidzianych na ten cel w budżecie Unii Europejskiej, z wyjątkiem pięciu z nich, które utrzymują się samodzielnie. Są to: Europejska Agencja Leków, Urząd Unii Europejskiej ds. Własności Intelektualnej, Wspólnotowy Urząd Ochrony Odmian Roślin, Europejska Agencja Bezpieczeństwa Lotniczego, oraz Centrum Tłumaczeń dla Organów Unii Europejskiej, które otrzymuje wsparcie finansowe od swoich klientów.
Istnieje kilka ogólnych funkcji leżących u podstaw działalności ww. jednostek jako całości:
- wnoszą pewien stopień decentralizacji i rozproszenia geograficznego do działań Unii,
- nadają one wyższą rangę zadaniom, jakie zostały im powierzone, poprzez utożsamianie ich z samą agencją,
- niektóre z nich opracowują naukowy lub techniczny know-how w określonych, precyzyjnie zdefiniowanych dziedzinach,
- zadaniem innych jest integracja różnych grup interesów w celu ułatwienia dialogu na szczeblu europejskim (przykładowo pomiędzy partnerami społecznymi) lub międzynarodowym.

## Podział agencji, zdecentralizowanych jednostek niezależnych, jednostek korporacyjnych i wspólnych przedsięwzięć Unii Europejskiej oraz Euroatomu

### Agencje zdecentralizowane UE

#### Ds.jednolitego rynku
| Skrót     | Nazwa agencji                                               | Siedziba             | Początek działalności |
| --------- | ----------------------------------------------------------- | -------------------- | --------------------- |
| ACER      | Agencja ds. Współpracy Organów Regulacji Energetyki         | Lublana              | 2012                  |
| BEREC     | Organ Europejskich Regulatorów Łączności Elektronicznej     | Ryga                 | 2010                  |
| CdT       | Centrum Tłumaczeń dla Organów Unii Europejskiej             | Luksemburg           | 1994                  |
| Cedefop   | Europejskie Centrum Rozwoju Kształcenia Zawodowego          | Saloniki             | 1975                  |
| CPVO      | Wspólnotowy Urząd Ochrony Odmian Roślin                     | Angers               | 1994                  |
| EASA      | Agencja Unii Europejskiej ds. Bezpieczeństwa Lotniczego     | Kolonia              | 2002                  |
| ECDC      | Europejskie Centrum ds. Zapobiegania i Kontroli Chorób      | Sztokholm            | 2004                  |
| ECHA      | Europejska Agencja Chemikaliów                              | Helsinki             | 2007                  |
| EEA       | Europejska Agencja Środowiska                               | Kopenhaga            | 1993                  |
| EFCA      | Europejska Agencja Kontroli Rybołówstwa                     | Vigo                 | 2005                  |
| EFSA      | Europejski Urząd ds. Bezpieczeństwa Żywności                | Parma                | 2002                  |
| ELA       | Europejski Urząd ds. Pracy                                  | Bratysława           | 2019                  |
| EMA       | Europejska Agencja Leków                                    | Amsterdam            | 1993                  |
| EMSA      | Europejska Agencja ds. Bezpieczeństwa na Morzu              | Lizbona              | 2002                  |
| ERA       | Europejska Agencja Kolejowa                                 | Lille i Valenciennes | 2004                  |
| ETF       | Europejska Fundacja Kształcenia                             | Turyn                | 1994                  |
| EU-OSHA   | Europejska Agencja Bezpieczeństwa i Zdrowia w Pracy         | Bilbao               | 1994                  |
| Eurofound | Europejska Fundacja na rzecz Poprawy Warunków Życia i Pracy | Dublin               | 1975                  |
| EUSPA     | Agencja Unii Europejskiej ds. Programu Kosmicznego          | Praga                | 2004/2021             |
| EUIPO     | Urząd Unii Europejskiej ds. Własności Intelektualnej        | Alicante             | 1994                  |

#### Ds. wspólnej polityki bezpieczeństwa I obrony
| Skrót  | Nazwa agencji                                          | Siedziba          | Początek działalności |
| ------ | ------------------------------------------------------ | ----------------- | --------------------- |
| ISS    | Instytut Unii Europejskiej Studiów nad Bezpieczeństwem | Paryż             | 1989/2002             |
| SatCen | Centrum Satelitarne Unii Europejskiej                  | Torrejón de Ardoz | 1990/2002             |
| EDA    | Europejska Agencja Obrony                              | Bruksela          | 2004                  |

#### Ds. przestrzeni wolności, bezpieczeństwa i sprawiedliwości
| Skrót    | Nazwa agencji | Siedziba  | Początek działalności |
| -------- | --- | --------- | --------------------- |
| Europol  | Agencja Unii Europejskiej ds. Współpracy Organów Ścigania                                                                                          | Haga      | 1999                  |
| Eurojust | Agencja Unii Europejskiej ds. Współpracy Wymiarów Sprawiedliwości w Sprawach Karnych                                                               | Haga      | 2002                  |
| CEPOL    | Agencja Unii Europejskiej ds. Szkolenia w Dziedzinie Ścigania                                                                                      | Budapeszt | 2000                  |
| eu-LISA  | Europejska Agencja ds. Zarządzania Operacyjnego Wielkoskalowymi Systemami Informatycznymi w Przestrzeni Wolności, Bezpieczeństwa i Sprawiedliwości | Tallinn   | 2012                  |
| Frontex  | Europejska Agencja Straży Granicznej i Przybrzeżnej                                                                                                | Warszawa  | 2005/2016             |
| EUAA     | Agencja Unii Europejskiej ds. Azylu | Valletta  | 2011/2022             |
| EIGE     | Europejski Instytut ds. Równości Mężczyzn i Kobiet                                                                                                 | Wilno     | 2010                  |
| EMCMDDA  | Europejskie Centrum Monitorowania Narkotyków i Narkomanii                                                                                          | Lizbona   | 1993                  |
| ENISA    | Agencja Unii Europejskiej ds. Cyberbezpieczeństwa                                                                                                  | Heraklion | 2004                  |
| FRA      | Agencja Praw Podstawowych Unii Europejskiej | Wiedeń    | 2007                  |

#### Europejskie organy nadzoruESFS
| Skrót | Nazwa agencji                                                               | Siedziba            | Początek działalności |
| ----- | --------------------------------------------------------------------------- | ------------------- | --------------------- |
| EBA   | Europejski Urząd Nadzoru Bankowego                                          | Paryż               | 2011                  |
| ESMA  | Europejski Urząd Nadzoru Giełd i Papierów Wartościowych                     | Paryż               | 2010                  |
| EIOPA | Europejski Urząd Nadzoru Ubezpieczeń i Pracowniczych Programów Emerytalnych | Frankfurt nad Menem | 2011                  |

#### Organyunii bankowej(mechanizmu SRM)
| Skrót | Nazwa agencji                                                   | Siedziba | Początek działalności |
| ----- | --------------------------------------------------------------- | -------- | --------------------- |
| SRB   | Jednolita Rada ds. Restrukturyzacji i Uporządkowanej Likwidacji | Bruksela | 2015                  |

### Agencje wykonawcze UE
Agencje wykonawcze ustanawiane są na czas oznaczony.
| Skrót  | Nazwa agencji                                                                                                 | Siedziba  | Początek działalności |
| ------ | --- | --------- | --------------------- |
| EACEA  | Agencja Wykonawcza ds. Edukacji, Kultury i Sektora Audiowizualnego                                            | Bruksela  | 2006                  |
| EISMEA | Agencja Wykonawcza Europejskiej Rady ds. Innowacji i ds. Małych i Średnich Przedsiębiorstw                    | Bruksela  | 2021                  |
| ECCC   | Europejskie Centrum Kompetencji Przemysłowych, Technologicznych i Badawczych w dziedzinie Cyberbezpieczeństwa | Bukareszt | 2021                  |
| ERC    | Europejska Rada ds. Badań Naukowych                                                                           | Bruksela  | 2007                  |
| CINEA  | Agencja Wykonawcza ds. Klimatu, Infrastruktury i Środowiska                                                   | Bruksela  | 2021                  |
| HaDEA  | Agencja Wykonawcza ds. Zdrowia i Cyfryzacji                                                                   | Bruksela  | 2021                  |
| REA    | Agencja Wykonawcza ds. Badań Naukowych                                                                        | Bruksela  | 2007                  |

### Agencje Euroatomu
| Skrót | Nazwa agencji           | Siedziba   | Początek działalności |
| ----- | ----------------------- | ---------- | --------------------- |
| ESA   | Agencja Dostaw Euratomu | Luksemburg | 1960                  |

### Zdecentralizowane jednostki niezależne
| Skrót | Nazwa jednostki                             | Siedziba   | Początek działalności |
| ----- | ------------------------------------------- | ---------- | --------------------- |
| EPPO  | Urząd Prokuratury Europejskiej              | Luksemburg | 2017                  |
| EIT   | Europejski Instytut Innowacji i Technologii | Budapeszt  | 2010                  |

### Inne jednostki korporacyjne na prawie wtórnym UE
| Skrót | Nazwa jednostki                                                                    | Siedziba | Początek działalności |
| ----- | ---------------------------------------------------------------------------------- | -------- | --------------------- |
| APPF  | Urząd ds. Europejskich Partii Politycznych oraz Europejskich Fundacji Politycznych | Bruksela | 2014                  |
| EDPB  | Europejska Rada Ochrony Danych                                                     | Bruksela | 2018                  |

### Wspólne przedsięwzięcia
Wspólne przedsięwzięcia ustanawiane są w wyniku porozumienia Komisji z określoną branżą europejskiego przemysłu celem realizacji  partnerstwa publiczno-prywatnego.

#### Wspólne przedsięwzięcia UE
| Skrót   | Nazwa przedsięwzięcia                               | Siedziba   | Początek działalności |
| ------- | --------------------------------------------------- | ---------- | --------------------- |
| BBI     | Bio-based Industries                                | Bruksela   |                       |
| CS      | Clean Sky                                           | Bruksela   |                       |
| ECSEL   | Electronic Components and Systems                   |            |                       |
| FCH     | Fuel Cells and Hydrogen                             |            |                       |
| EuroHPC | High-Performance Computing                          | Luksemburg |                       |
| IMI     | Innovative Medicines Initiative                     |            |                       |
| SESAR   | Single European Sky Air Traffic Management Research |            |                       |
| S2R     | Shift-2-Rail                                        |            |                       |

#### Wspólne przedsięwzięcia Euroatomu
| Skrót | Nazwa przedsięwzięcia                                                                                                   | Siedziba  | Początek działalności |
| ----- | --- | --------- | --------------------- |
| JET   | Joint European Torus | Culham    | 1978                  |
| F4E   | Europejskie Wspólne Przedsięwzięcie na rzecz Realizacji Projektu ITER i Rozwoju Energii Termojądrowej Fuzja dla Energii | Barcelona | 2007                  |

## Podmioty nieistniejące
| Skrót  | Nazwa agencji                                          | Siedziba   | Początek działalności |
| ------ | ------------------------------------------------------ | ---------- | --------------------- |
| EAR    | Europejska Agencja Odbudowy                            | Saloniki   | 2000–2008             |
| CHAFEA | Agencja Wykonawcza ds. Konsumentów, Zdrowia i Żywności | Luksemburg | 2014-2021             |